# Гомосексуальное поведение у животных

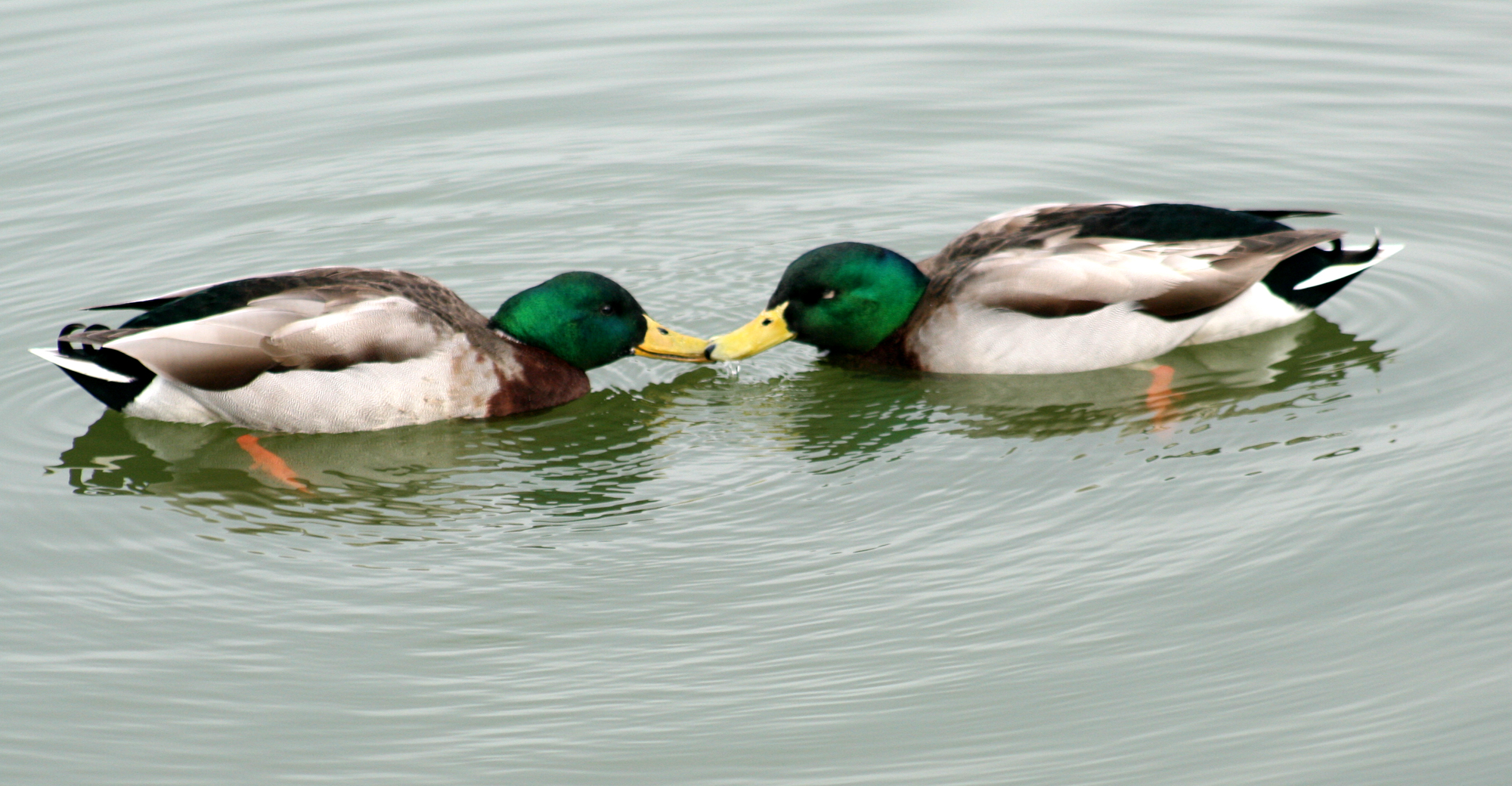
Пара самцов утки

Гомосексуальное поведение описано у более чем 450 видов животных. Гомосексуальное поведение у животных обычно проявляется как выражение доминирующей или подчиняющейся роли, занимаемой одной конкретной особью по отношению к другой. В то же время однополые отношения некоторых видов животных включают в себя половое поведение, ухаживание, привязанность и совместную заботу о детёнышах.
У многих видов животных индивидуумы, которые участвуют в однополых половых взаимодействиях, также участвуют и в гетеросексуальных, однако описаны случаи исключительного гомосексуального предпочтения партнёров в популяции. В популяции баранов около 8% самцов демонстрируют низкую или нулевую реакцию на самок, при этом они не являются асексуальными и проявляют активное брачное поведение по отношению к другим самцам, даже если им предоставлен выбор между самцом и самкой в качестве партнёра.

## Некоторые примеры
Музей естественной истории Университета Осло в 2006 году провёл выставку, посвящённую животным, демонстрировавшим гомосексуальное поведение.

### Млекопитающие

#### Приматы
Фокс в работе о гомосексуальном поведении у орангутанов пишет: «Гомосексуальное поведение является частью сексуального или социосексуального репертуара большого числа видов приматов. Для видов, в которых гомосексуальное поведение наблюдается в дикой природе, частота его проявления колеблется от редкой до общей. Во множестве этих видов гомосексуальное поведение редко встречается в дикой природе, но часто наблюдается в неволе. В других случаях выражение гомосексуального поведения ограничено приматами, живущими в искусственных условиях и имеющими обширный контакт с лицами, ухаживающими за ними. Контексты, в которых гомосексуальное поведение происходит в диких популяциях, поддерживают гипотезы о его функциональном значении в формировании и поддержании социальных отношений и социальной поддержки. У некоторых видов гомосексуальное партнерство может влиять на социальный статус, а не наоборот. Люди являются единственным видом приматов, образующим гомосексуальные пары, исключающие гетеросексуальное поведение».
- Исследования сексуального поведения карликовых шимпанзе бонобо зарегистрировали большое количество гомосексуальных контактов между членами группы. Помимо гетеросексуального секса обычен гомосексуальный, особенно между самками, в форме трибадизма (генитально-генитальное потирание), хотя этот тип сексуальной активности встречается и у самцов. Для этих животных сексуальное поведение неотличимо от социального поведения. С учётом его функций по установлению мира и умиротворению неудивительно, что секс среди бонобо встречается во множестве различных комбинаций партнёров, в том числе между детенышами и взрослыми[6][13][14][15][16][17].
- Гомосексуальное поведение у орангутанов наблюдалось два раза: один раз на Suaq Balimbing и один раз в Ketambe[12], в естественных условиях, а также среди подростков, которые имели обширное взаимодействие с людьми [Rijksen, 1978]. Оба взаимодействия были между самцами. В отдельных случаях гомосексуальное поведение было связано с аффилированным (попытка сблизиться) и агонистическим (насилие) поведением. На основании этих данных был сделан вывод[кем?], что гомосексуальность орангутанов — не результат содержания в неволе, а компонент сексуального и социосексуального поведения. Наблюдения показывают, что мужское гомосексуальное поведение происходит как у подростков, так и у взрослых самцов в различных социальных контекстах[12].
- Ряд исследований показывают гомосексуальное поведения и у самок японских макак[18][19][20]. Существуют данные в пользу того, что это поведение сексуальное, а не социосексуальное. Интересно, что самки могут предпочитать отдельных самок и отдельных самцов остальным сородичам в группе. На основании этих данных авторы публикаций сделали вывод, что самки японских макак бисексуальны. В обзоре, опубликованном в 2014 году в журнале Neuroscience and Biobehavioral Reviews, Вэйси и др. делают вывод, что многие данные показывают, что гомосексуальное поведение самок этого вида является сексуально мотивированным, и что ни одна из социосексуальных гипотез не была подтверждена[20]. Согласно выводу авторов, самки японских макак иногда проявляют однополую сексуальную активность, даже когда имеют доступ к мотивированным альтернативам противоположного пола[20]. Сходные выводы делают Бэйли и др. в обзоре, опубликованном в 2016 году в журнале Psychological Science in the Public Interest[6]. Кроме того, согласно выводам Бэйли и др., самки японских макак конкурируют с самцами за доступ к другим самкам[6]. Бэйджмил в своей книге делает вывод, что гомосексуальное поведение японских макак (причём как самок, так и самцов) наблюдалось и в неволе, и в естественной среде обитания[1].

#### Домашняя овца (Ovis aries)
- Наблюдение гомосексуального поведения у овец

### Птицы
- У серых гусей в некоторых стаях до 15 % самцов образуют однополые пары, при этом для самок такого поведения не наблюдается. Такое поведение имеет социальную природу, то есть является гомосоциальным: иерархический статус в стае самца в паре выше, чем одиночек, находящихся на дне иерархии — в результате самцы, которым не удалось образовать пары с самками, образуют однополые пары. Механизм поддержания статуса действует и в случае распада «трио» из самки и двух самцов, конкурирующих за спаривание с ней: в случае ухода или гибели самки эти самцы на некоторое время образуют однополую пару[21]. Австрийский зоолог и зоопсихолог Конрад Лоренц писал, что их поведение никогда не носит сексуального характера. Анатомически они могли бы принять позу спаривания, но тем всё и ограничивается, так как ни тот ни другой не принимают распластанную позу гусыни. Из-за этого непонимания возникают драки. Что не мешает, по их завершении, спариваться с плавающей рядом гусыней[22]. В исследовании института его имени сообщалось о попытках копуляций и успешных копуляциях в парах гусаков. Гипотеза о том, что таким связям способствует псевдо-женское поведение одного из партнёров, не подтвердилась. Поведения, типичного для самок не обнаружено. Если гусаки сильно различались по размерам, то меньший гусак вынужденно оказывался в позе гусыни. В парах с гусаками одинакового размера события развивались по-разному. В некоторых случаях один самец перебарывал другого и забирался на него, в других случаях попытка копуляции заканчивалась дракой или попыткой совокупления члена пары с другим гусем, гусыней или неодушевлённым предметом, например бревном. Пары гусаков отличались большей частотой агрессивного поведения и проводили значительно больше времени вне стаи[23].
- Самки альбатроса, на северо-западной оконечности острова Оаху, Гавайи, образуют пары для совместного выращивания потомства. На наблюдаемом острове, численность самок заметно превосходит численность самцов, поэтому 31 % самок после совокупления с самцами создают между собой партнёрства для высиживания и кормления птенцов. По сравнению с естественными парами, партнёрства самок имеют более низкий коэффициент вылупления птенцов (41 % против 87 %) и более низкую частоту зачатия (31 % против 67 %)[24], что подтверждается в обзоре[25]. Однако репродуктивный успех однополых пар был выше, чем у самок без партнёра[25].
- Пары мужского пола составляют 5 — 6 % всех пар у чёрных лебедей[1]. В исследовании Braithwaite (1981) упоминаются партнёрства, состоящие из двух самцов чёрного лебедя: особи проводили время в обществе друг друга, охраняли общую территорию, совершали друг перед другом приветственные церемонии, а также (в репродуктивный период) предбрачные ритуалы, которые никогда не приводили к половому контакту. Если же одна из птиц пробовала сесть на другую, начиналась интенсивная драка. Самцы из подобной пары во время брачного периода образовывали пару с самкой. После откладки самкой яйца её отгоняли, а самцы сами продолжали высиживание. Если такие самцы прогоняли чужую пару и захватывали их территорию, то при обнаружении яиц других лебедей в гнезде они продолжали их высиживать. Кроме атипичных партнёрств из двух самцов, наблюдаются (более частые) партнёрства из трёх птиц (два самца и самка) и даже четырёх (три самца и самка). Эти наблюдения проводились, в основном, в неволе[26][27].

### Членистоногие
- Существует доказательства однополого поведения по крайней мере 110 видов насекомых и паукообразных. Эпизоды однополого поведения часто короче, чем эквивалентные эпизоды гетеросексуального поведения. Большинство случаев можно объяснить ошибочной идентификацией партнёра активным самцом. Самцы чаще участвуют в таком поведении в лаборатории, чем в природе, а изоляция, высокая плотность и воздействие феромонов самок увеличивают его распространённость. Обычно подобное наблюдается, когда кутикула одного из самцов продолжает испускать феромоны от предшествующего спаривания. Такие самцы часто сопротивляются попыткам ухаживания/спаривания[28].

### Головоногие
По наблюдениям океанологов, бисексуальное поведение встречается у головоногих моллюсков, например, синекольчатых осьминогов, самцы которых периодически спариваются с особями одного с ними пола, однако подобные контакты не сопровождаются оплодотворением и менее продолжительны, чем спаривание с самкой, традиционно заканчивающееся борьбой.

## Поведение животных и гомосексуальность человека
Наблюдение за гомосексуальным поведением у животных можно рассматривать как аргумент в пользу и против принятия гомосексуальности у людей. Американская психиатрическая ассоциация в доказательствах, представленных в Верховный суд США для рассмотрения дела «Лоуренс против Техаса», упоминала факты из книги Брюса Бейджмила. Это позволило отменить закон штата Техас, запрещающий «гомосексуальную содомию».
По мнению этолога Фрэнка Бича (1911—1988), наличие гомосексуального поведения у животных не может использоваться как доказательство того, что гомосексуальность среди людей является «биологически нормальной». По мнению Бича, это сравнение не является подходящим (релевантным), так как гомосексуальные проявления между животными, обычно, являются выражением доминирующей или подчиняющейся роли, занимаемой одной конкретной особью по отношению к другой.

Профессор Саймон ЛеВэй в 1996 году писал: 
Хотя гомосексуальное поведение очень распространено в животном мире, представляется весьма необычным то, что у отдельных животных будет долговременная предрасположенность к такому поведению с исключением гетеросексуальной активности. Таким образом, гомосексуальная ориентация, если можно говорить о такой вещи у животных, является редкостью...
Конечно, ограниченное число исследований, трудности наблюдения, а также возможные предрассудки этологов могут объяснить, почему гомосексуальные животные не наблюдались чаще. Но на основе современной литературы кажется, что бисексуальность, а не гомосексуальность или даже гетеросексуальность, является преобладающим видом сексуальности у животных.».
Исследование опубликованное в журнале PLOS One показало, что гомосексуальное поведение среди животных наблюдается чаще, но редко публикуется в научных журналах. Из 73 исследователей-респондентов, изучающих животных, 76,7%(N=56) наблюдали однополое поведение, но только 48,2%(N=27) собирали об этом данные и только 18,5%(N=5) опубликовали их в статьях.
Дж. Бэйли и др. в обзоре 2016 года делают вывод: существует много данных о том, что животные (иные, чем человек) участвуют в однополых половых взаимодействиях в условиях свободного перемещения и, таким образом, это поведение нельзя объяснить как результат содержания в неволе в аномальных условиях. Хотя сообщения об однополых взаимодействиях, связанных с контактами с половыми органами, поступают о сотнях видах животных, они обычно проявляются лишь у нескольких. В этом смысле люди редки, но не уникальны.
Натан Бэйли и Мартин Зак в обзоре публикаций на тему однополого поведения у животных пишут: «термины гей и лесбиянка, описывающие гомосексуальную ориентацию у людей, часто неправильно употреблялись в популярных средствах массовой информации для животных, которые, как наблюдалось, участвуют в однополом брачном поведении. Учитывая отсутствие доказательств того, что животные (не человек) формируют самоидентичность и ограничения изучения таких внутренних процессов, применение термина гендер к ним не должно поощряться. Термин гомосексуальность у животных использовался для обозначения однополого поведения, которое не носит сексуального характера. Научная литература выиграла бы от сохранения этого антропоморфного термина для людей, если бы не использовала его для описания поведения у других животных из-за его глубоко укоренившегося контекста в человеческом обществе».
Розелли и Стормчак в обзоре 2009 г. для описания поведения животных использовали такие конвенциональные термины как «предпочтение сексуального партнёра» и «сексуальная ориентация». Самец, направляющий своё поведение на других самцов, классифицировался как «ориентированный на самцов» или «гомосексуальный». Однако сами исследователи отмечают, что эти термины не идентичны терминам, используемым для описания ориентации человека, которая представляет гораздо более сложное явление.